# José Castillo Farreras
José Castillo Farreras (23 de outubro de 1930 - 17 de março de 2008) foi um advogado, professor e filósofo mexicano.